# Orde van Sint-Vladimir

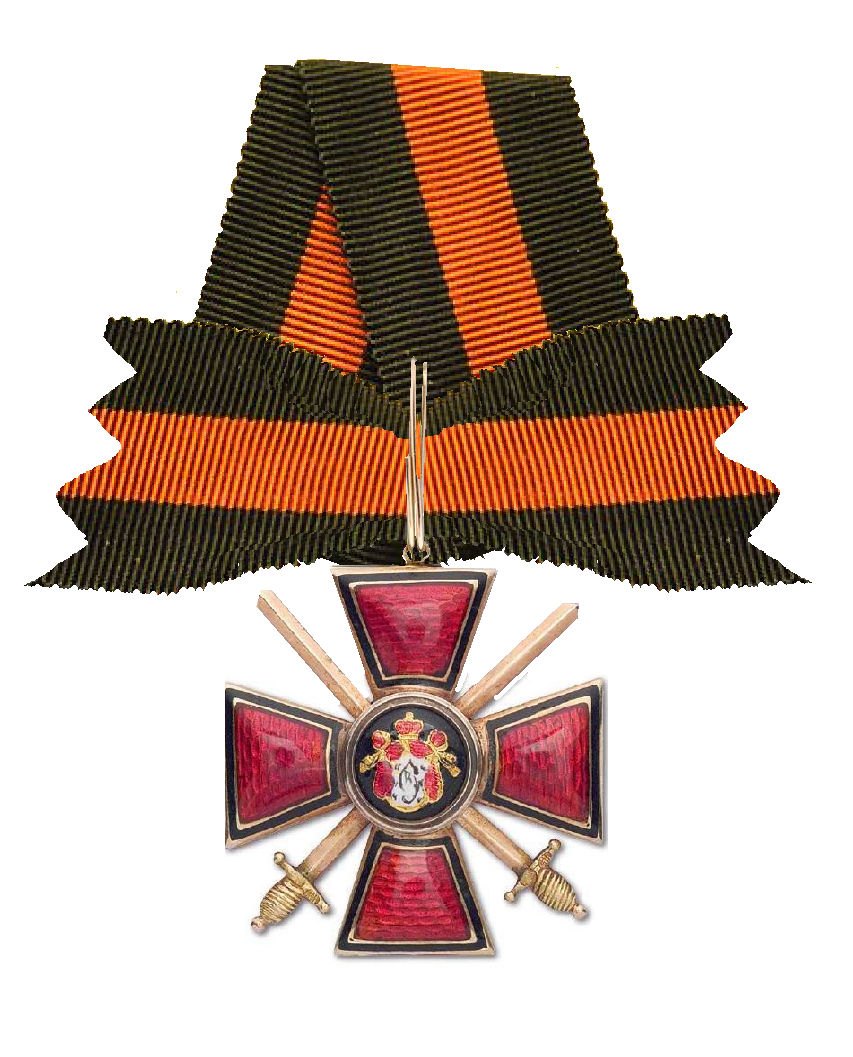
Kruis met Zwaarden en strik

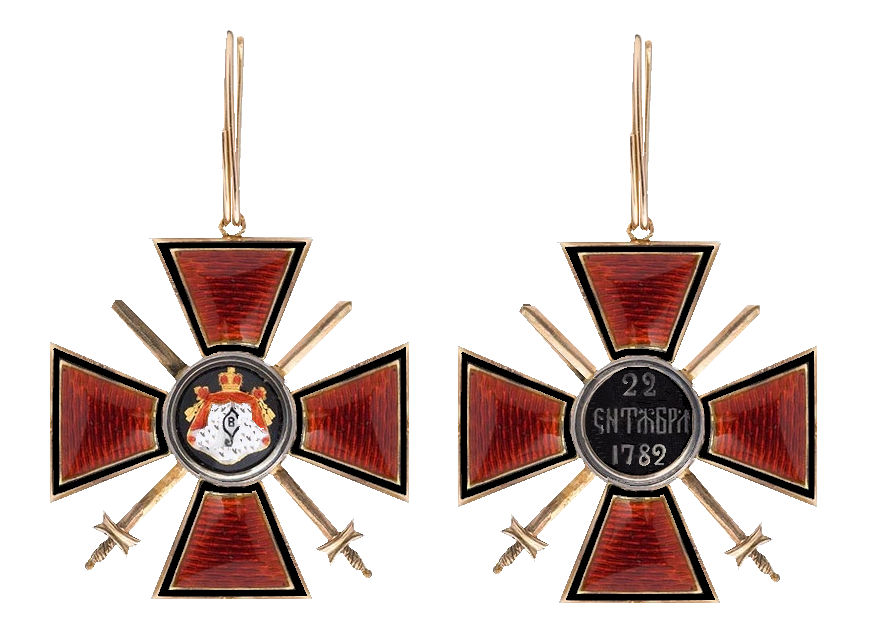
Kruis van de Orde.

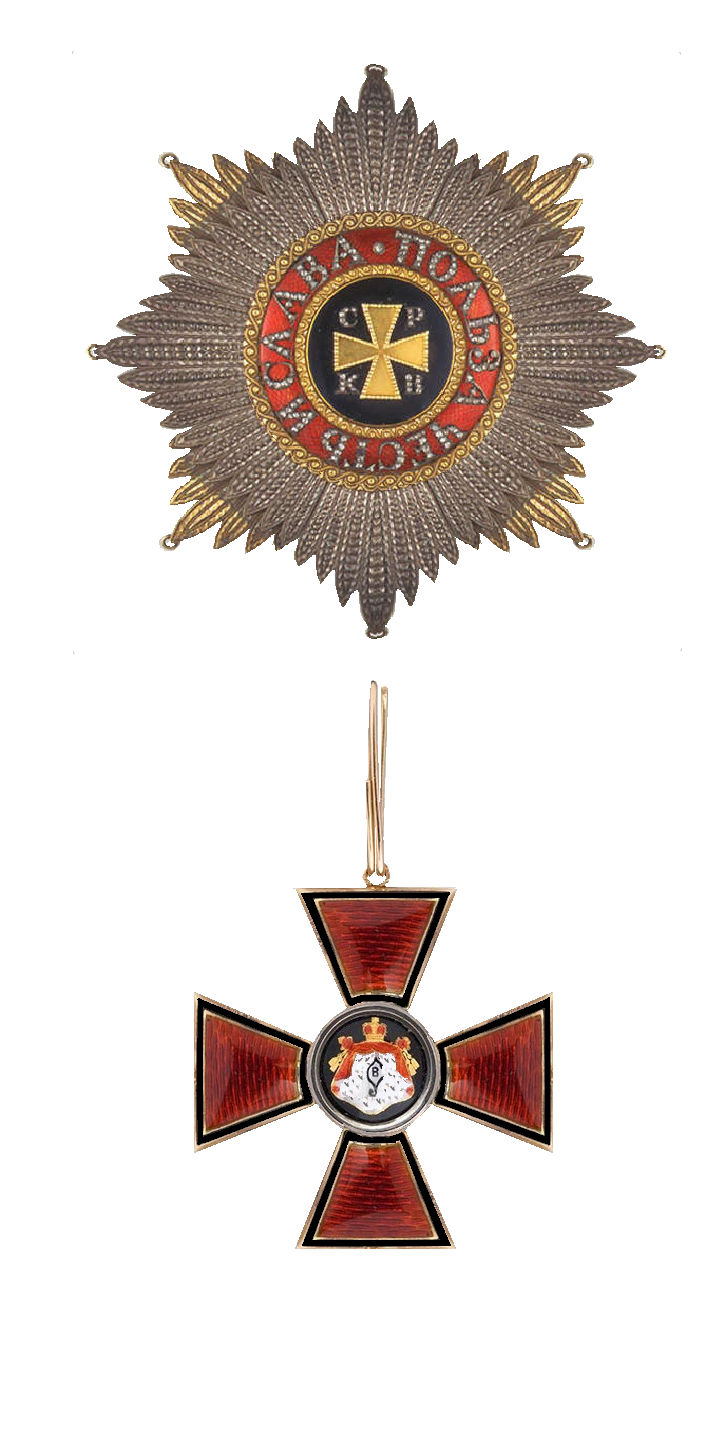
Ster en grootkruis van de Orde van St. Vladimir.

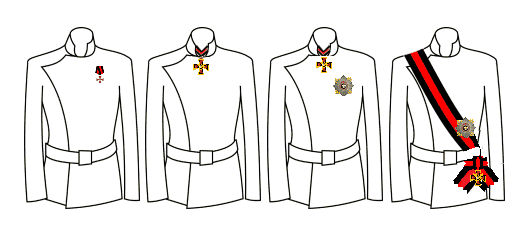
Draagwijze van de Orde van St. Vladimir.

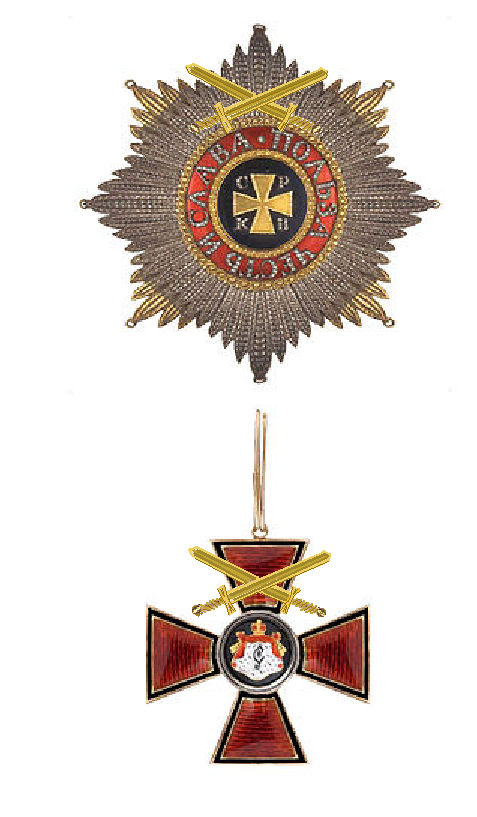
Ster en kruis van de Orde van Sint-Vladimir "Met zwaarden op het kruis" uit 1870.

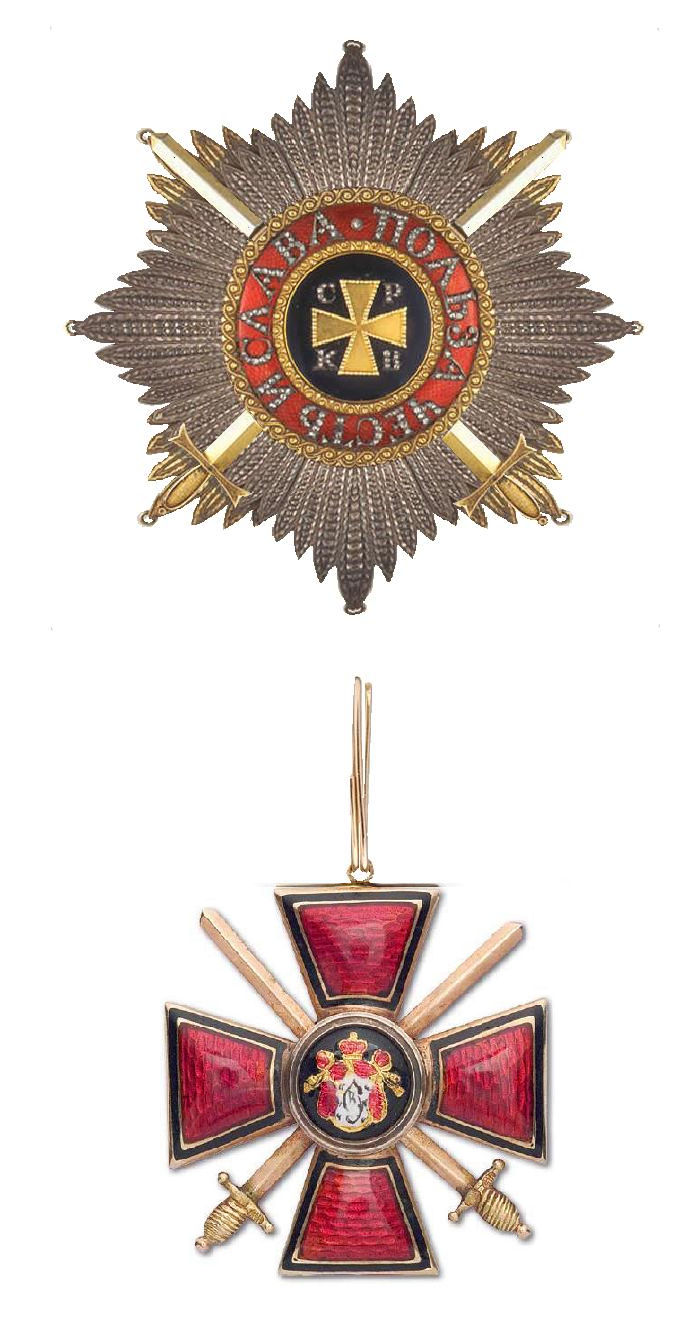
Ster en grootkruis met de Zwaarden van de Orde van St. Vladimir.

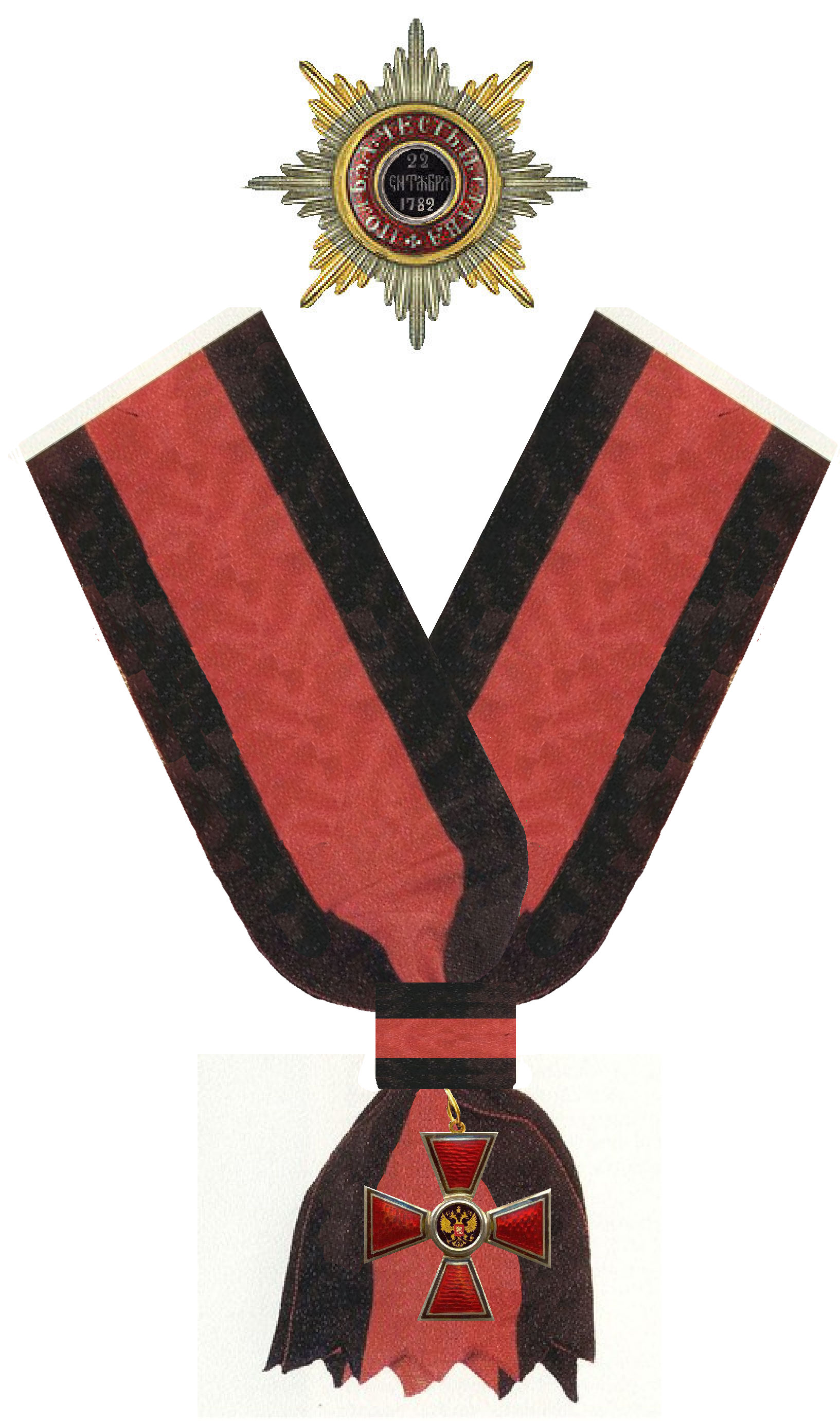
Ster en grootkruis voor niet-christenen

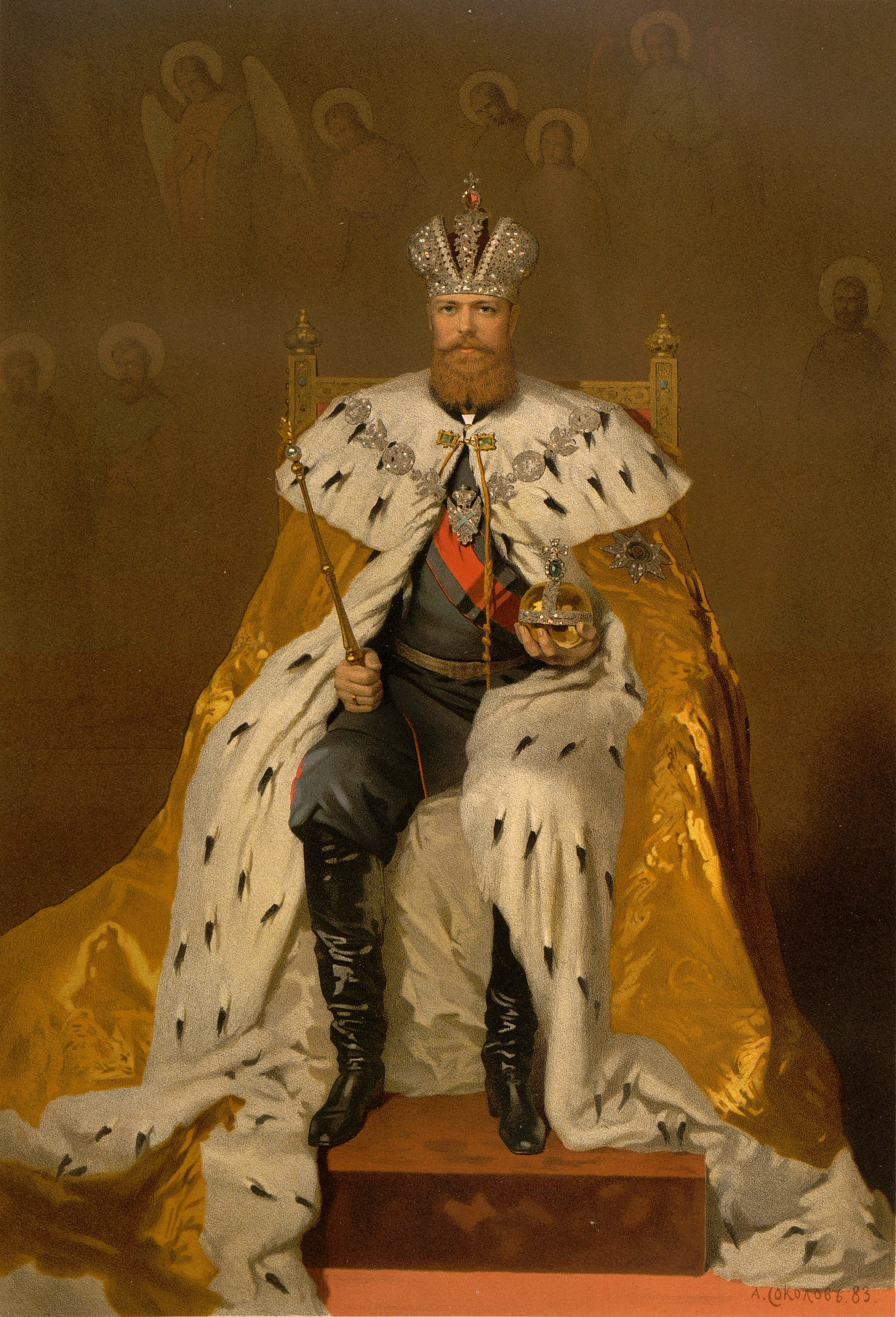
Staatsieportret van Alexander III met het grootlint

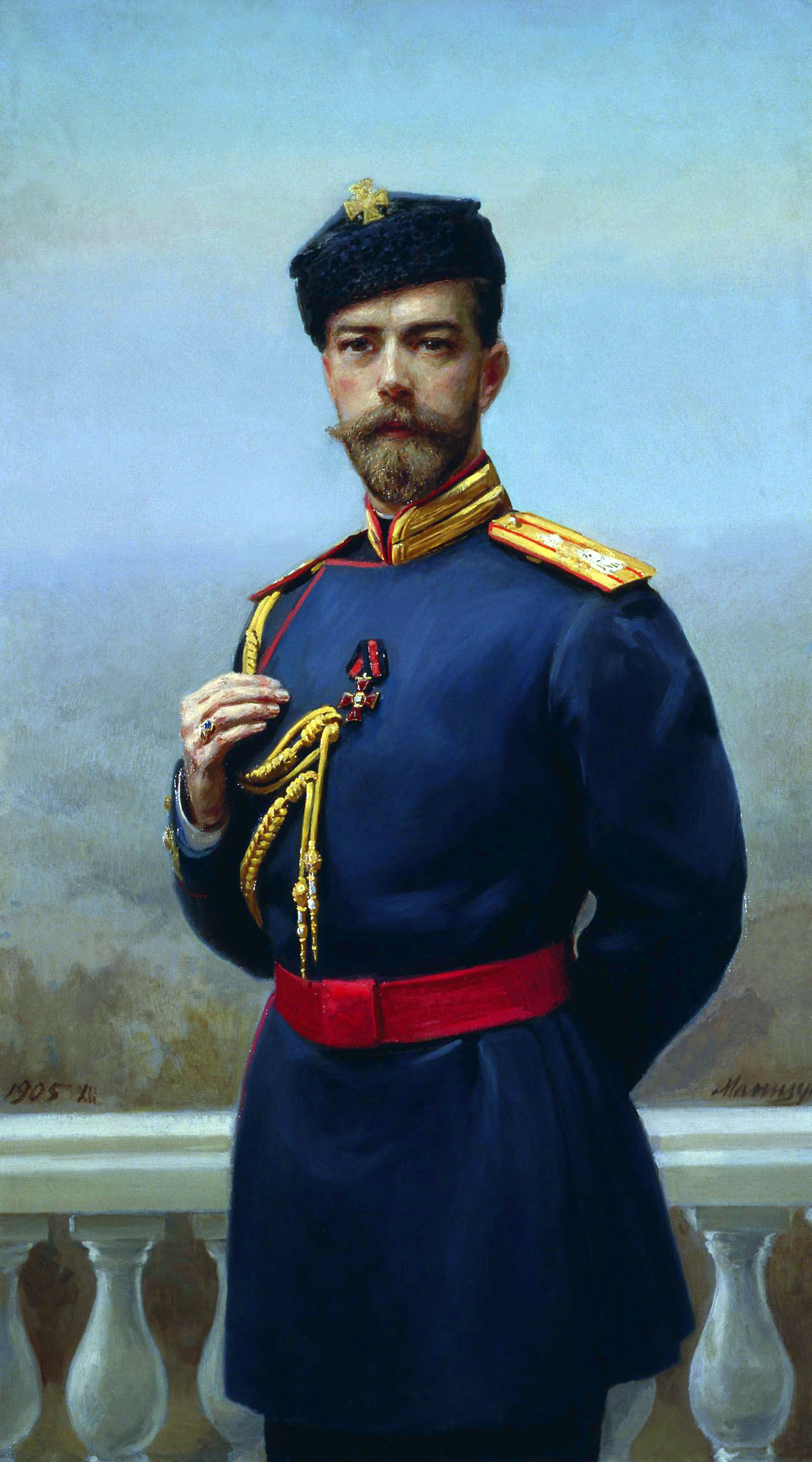
Tsaar Nicolaas II met het kruis van de orde.

De Keizerlijke Orde van de Heilige Apostelgelijke Vorst Sint-Vladimir (Russisch: Императорский орден Святого Равноапостольного великого князя Владимира, Imperatorskij orden Svjatovo Ravnoapostolnovo velikovo knjazja Vladimira), was een Russische ridderorde. De orde werd op 22 september 1782 (gregoriaanse kalender) door keizerin Catharina II van Rusland "de Grote" ingesteld ter gelegenheid van haar twintigjarig jubileum als tsarina en diende als beloning voor verdiensten "van welke aard dan ook".
De orde was naar de heilige Vladimir, de eerste christelijke vorst van Kiev genoemd. De keizerin stelde ook plaatselijke kapittels in. Sint-Vladimir was voor de Russische tsaren belangrijk vanwege zijn huwelijk met de Oost-Romeinse keizersdochter Anna Porphyrogenitus, het huwelijk was de basis voor de aanspraak van Moskou op de Romeinse en Byzantijnse erfenis, Moskou was het "Derde Rome".
De orde was na de Orde van Sint-Andreas en de voor dames gereserveerde Orde van Sint-Catharina de tweede ridderorde van het Tsarenrijk. De orde kon "aan alle standen" in haar rijk worden toegekend. Het aantal dragers werd niet beperkt. In eerste instantie beoogde de jubilerende Tsarina een civiele orde in te stellen. In de nieuwe statuten was sprake van "trouwe en toegewijde dienst gedurende 35 jaar, het bevorderen van de welvaart door industrie en cultuur. Ook het met gevaar voor eigen leven redden van een ander mens, hulp bij hongersnood en tijdens een epidemie werd in de statuten genoemd. De statuten spraken ook van de verlening aan geestelijken en priesters en van verlening aan diegenen die uitblonken in hun gekozen beroep.
Niets in de statuten belette het verlenen van een willekeurige rang aan een officier of onderofficier, maar in de strenge Russische standenmaatschappij en de streng hiërarchisch georganiseerde ambtenarij werd gaandeweg praktijk dat de Ie Klasse niet aan lager gesitueerden dan de IIIe Klasse zoals vice-admiraal, staatsraad of vice-admiraal werd toegekend. De IIe Klasse van de orde werd voor de IIIe en IVe Klasse gereserveerd, dat waren hoge ambtenaren, generaals-majoor en schouten-bij-n. De IIIe Klasse was voor de IVe en Ve maatschappelijke Klasse zoals kolonels. Het ridderkruis was in de praktijk gereserveerd voor personen die ten minste tot de VIIe maatschappelijke klasse behoorden. Daartoe rekende men luitenants. De verdienstelijke maar lager gesitueerden kwamen voor de Orde van Sint-Anna, de Orde van Sint-Stanislaus of de Orde van de Witte Adelaar in aanmerking.
De twee hoogste graden werden steeds door de keizer, de vierde graad tijdens campagnes ook door de generaals die een commando voerden verleend. De orde gaf de gedecoreerden een nauwkeurig bepaalde maatschappelijke rang; de twee hoogste graden die van een "beambte van de vierde graad" met toegang tot het hof, de derde en vierde graad die van een "beambte van de zesde graad". Het was gebruikelijk dat met eerst een lagere graad in de orde verwierf en vervolgens werd bevorderd. Het was niet toegestaan om daarbij een graad over te slaan. Alleen de tsaar kon bepalen dat iemand direct in de Ie, IIe of IIIe Klasse werd opgenomen. De Russische grootvorsten werden bij hun geboorte in de Orde van Sint-Andreas en daarmee ook in de Orde van Alexander Nevski en na 1815 in de Russisch-Poolse Orde van de Witte Adelaar opgenomen. De Orde van Sint-Vladimir konden zij pas na hun 18e verjaardag verwerven.
De orde was hoger in rang dan de Orde van Sint-Anna, de Orde van de Witte Adelaar of de Orde van Sint-Stanislaus. Alleen de Grote Andreasorde, de militaire Orde van Sint-Alexander Nevsky en de militaire Sint-Georgeorde waren hoger in aanzien. Tot de grootkruisen behoorde dan ook koning Willem II der Nederlanden.
De Russische ridders, commandeurs en grootkruisen moesten bij opname in de orde eenmalig een entree betalen van 450, 225, 45 of 40 roebel. Voor een onderscheiding wegens 35 jaar trouwe dienst werd een uitzondering gemaakt. Ook de in de orde opgenomen vreemdelingen werden vrijgesteld van deze verplichting. Wanneer een drager van de orde dezelfde graad nogmaals, maar nu "met zwaarden" ontving moest hij de halve entree betalen. De orde betaalde aan de oudere leden jaarlijks pensioen uit, daarvoor was 24000 roebel beschikbaar. De tien oudste ridders Ie Klasse ontvingen samen 6000 roebel. Datzelfde bedrag werd verdeeld door de 20 oudste ridders IIe Klasse, de 30 oudste ridders IIIe Klasse en de 60 ridders IVe Klasse. Hun weduwe ontving een jaar lang pensioen. De orde deed ook aan liefdadigheid. De leden mochten het kruis en lint van de orde als heraldisch pronkstuk in hun wapen opnemen. Een voorgeschreven ordekleding was er niet.
Totdat Nicolaas II daar in 1900 een einde aan maakte verkregen alle dragers van de vier graden erfelijke adeldom die op hun oudste zoon overging. Kooplieden werden "Ereburger oftewel "почетное гражданство" wat maatschappelijke en fiscale privileges meebracht. Vanwege het grote aantal benoemingen schrapte Nicolaas II de erfelijke adeldom voor de nog te benoemen IVe Klasse. Lenin, wiens vader ridder in de Orde van Sint-Vladimir was geweest, werd daardoor niet getroffen.

## De orde onder Catharina de Grote (1762 - 1796)
Catharina werd op de stichtingsdag het eerste, en enige vrouwelijke lid van de Orde van Sint-Vladimir. De eerste reeks benoemingen werd op 24 november 1782 bekendgemaakt. De namen zijn die van haar naaste en trouwste militaire medewerkers. Ivan Avramovitsj Hanibal, I.A Igelström, Valentin Platonovitsj Moessin-Poesjkin, Michhaïl Sergejevitsj Potemkin (verwant van haar minnaar), Ivan Grigorjevitsj Tsjernitsjov, maarschalk Pjotr Alexandrovitsj Roemiantsjov, Grigori Aleksandrovitsj Potiomkin, generaal Nikolai Vasiljevitsj Repnin en graaf Zachar Grigorjevitsj Tsjernitsjov. De eerstbenoemde burgers waren minister van Onderwijs graaf Ivan Ivanovitsj Sjoevalov, prins Alexander Andrejevitsj Bezborodko, minister van Buitenlandse Zaken Nikita Ivanovitsj Panin en haar particulier secretaris Ivan Ivanovitsj Betskoj. De instelling van de deze orde getuigde van het "verlichte" karakter van de regering van Catharina. Zij beschikte nu over een onderscheiding waarmee zij ook buiten haar hof verdiensten kon belonen.
In 1783 ontving maarschalk Alexander Vasiljevitsj Soevorov het grootkruis.
De IVe Klasse werd door Catharina in 1787 aan de orde toegevoegd. Catharina beval dat deze IVe Klasse voor 35 jaar onafgebroken en onberispelijke burgerlijke of militaire dienst zou worden verleend. Ook geestelijken die op het slagveld de vuurdoop hadden ondergaan en 25 jaar in functie waren zouden worden onderscheiden.
Op 7 december 1789 bepaalde de vorstin in een aanvullende oekaze dat het lint van de IVe Klasse wanneer daarmee militaire oorlogsverdienste werd beloond met een grote horizontale strik zou worden versierd. Rusland was op dat moment in oorlog met Turkije. De oorlog zou van 1787 tot 1791 duren. De eerste drager van deze bijzonder opgemaakte onderscheiding was luitenant ter Zee Dimitri Nikolajevitsj Senjavin. Voor zijn overwinning over de Ottomaanse vloot bij Fidonisi op 14 juli 1788 ontving admiraal Fjodor Fjodorovitsj Oesjakov de IVe Klasse met de Strik. Voor overwinningen op land werd generaal Michael Barclay de Tolly, overwinnaar bij Ochakov in 1788 gedecoreerd. In de praktijk zou de rang van dit versiersel als net onder het kruis van de Sint-Jorisorde worden beschouwd.
Catharina de Grote bestelde in 1777 en 1783 een reusachtig met ordetekenen beschilderd porseleinen servies voor de diners op de feestdag, de 19e september, van de Orde van Sint-Vladimir. Ook de andere orden beschikten over een dergelijk servies. In 1785 werd ook een gouden bestek geleverd met porseleinen handvatten waarop het lint van de orde was afgebeeld. De fabrikant was Francis Gardner. De tweede bestelling omvatte serviesgoed voor 140 personen ter waarde van 15000 roebel.
Het jaarlijkse feest van de Orde van Sint-Vladimir was op 22 september. Dan werd het schitterend servies gedekt dat beschilderd was met de linten en sterren van de orde.

## De orde onder Paul I (1796 - 1801)
Tsaar Paul I, de zoon en opvolger van Catharina de Grote "vergat" het bestaan van de door zijn moeder ingestelde orde. Tijdens zijn regering werden geen benoemingen gedaan. De Tsaar verleende vooral zijn eigen Orde van Sint-Anna.

## De orde onder Alexander I (1801 - 1825)
De uit vier klassen bestaande orde werd in 1801 door keizer Alexander I hervormd. Men kon vanaf die dag in iedere graad in de orde benoemd worden. Toch bleef de orde een groot aanzien behouden. De dragers behoorden tot de hogere standen in de maatschappij en ook in het buitenland ging het om hoge gezagsdragers of hogere burgerij. De Napoleontische oorlogen leverden veel militaire benoemingen op. Ook de zwager van Alexander I, koning Willem II der Nederlanden ontving het grootkruis van de Orde van Sint-Vladimir.
Alexander I werd geconfronteerd met de ambities van Napoleon. In 1812 stond de Franse keizer in Moskou, in 1814 bezetten de Russen Parijs. Tijdens deze oorlogen werd de Ie Klasse aan 12 militairen uitgereikt. 95 officieren ontvingen de IIe Klasse en 100 de IIIe Klasse. De IVe Klasse werd in verschillende vormen meer dan 1000 maal uitgereikt.

## De orde onder Nicolaas I (1825 - 1855)

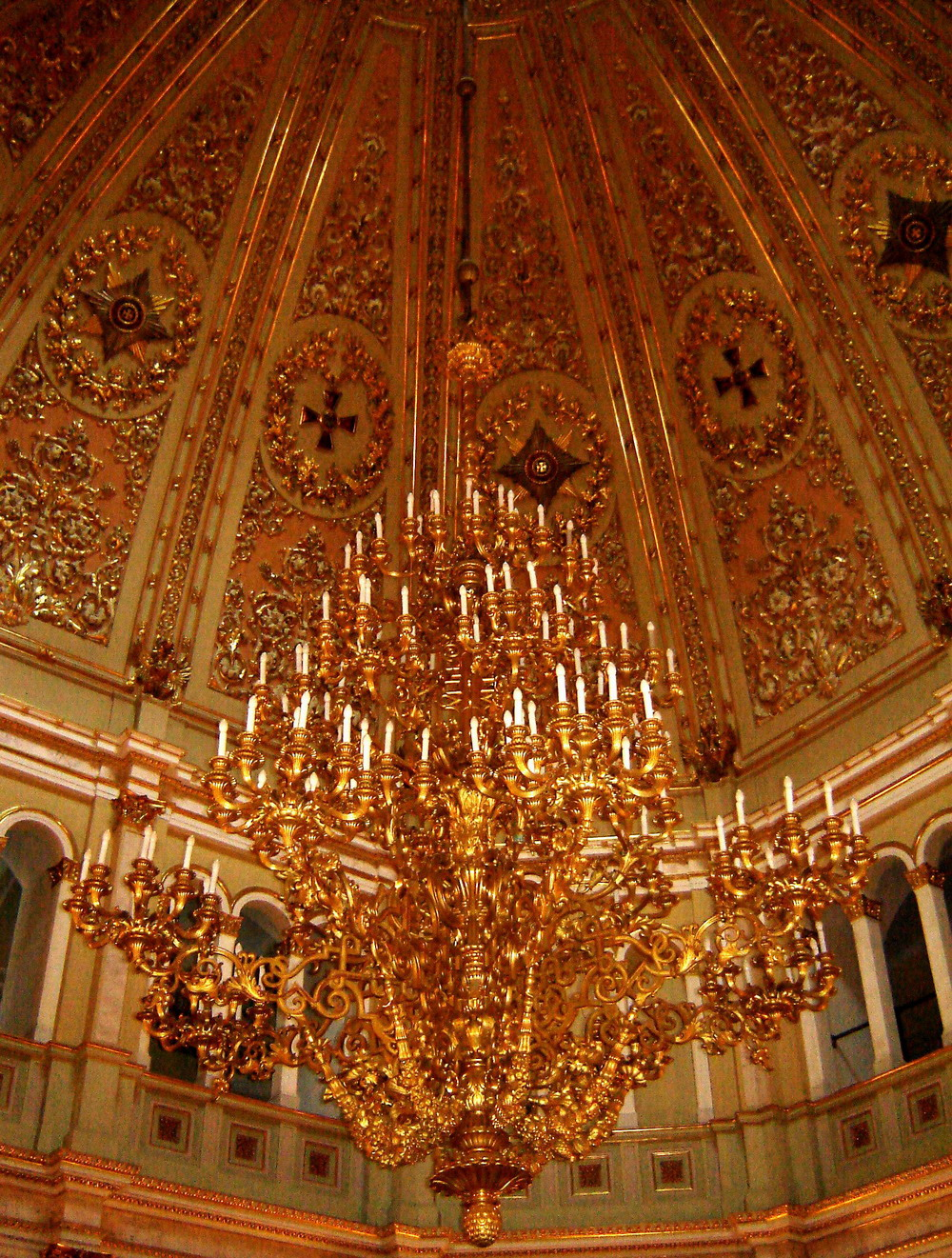
Het met kruisen en sterren van de orde versierde plafond van de zaal van de Orde van Sint-Vladimir in het Kremlin

Op 3 augustus 1845 vaardigde Nicolaas I een oekaze uit waarin werd vastgelegd dat Russische officieren na 25 jaar dienst of 18 maritieme campagnes steeds met het kruis IVe Klasse van de Orde van Sint-Vladimir zouden worden onderscheiden.
In 1855 werd een "zwaardbepaling" in de statuten opgenomen. In het vervolg zou militaire verdienste in oorlogstijd met een kruis en ster met zwaarden worden beloond. De bepaling over de strik op het lint van de IVe Klasse bleef bestaan. Wie in een lagere graad voor verdienste in oorlogstijd een kruis met zwaarden had ontvangen mocht de zwaarden ook op het kruis van een hogere, in vredestijd toegekende, klasse dragen. In dat geval werden de zwaarden gekruist boven de ring van het medaillon van de ster aangebracht. De Russen kenden niet de typisch Duitse bepaling dat men "Zwaarden aan de ring" kon dragen.
In de in het in 1837 in het nieuwe paleis in het Kremlin van Moskou ingerichte zalenreeks kreeg ieder van de Russische ridderorden een eigen zaal. De zaal van de Orde van Sint-Vladimir heeft twee verdiepingen en werd door de architect Konstantin Ton in neo-gotische stijl ontworpen. Het gouden plafond is met kruisen en sterren van de Orde van Sint-Vladimir versierd. Het meubilair is gestoffeerd in de kleuren rood en zwart.
Op 9 augustus 1844 bepaalde een oekaze dat niet-christenen in het vervolg een kruis en ster zonder een verwijzing naar de heilige Vladimir zouden ontvangen. De ster kreeg een centraal medaillon met de datum van de stichting en in het kruis werd de hermelijnen mantel met het cyrillische initiaal "V" vervangen door het Russische wapen met de tweekoppige adelaar op zwarte achtergrond.
Het gebruik om de ridders in de hoogste orden ook ambtshalve het kruis van een lagere orde te laten dragen bestond al in de 18e eeuw. In de 19e eeuw werd het gebruik formeel geregeld door een oekaze van tsaar Nicolaas I van Rusland van 1 september 1845. Deze oekaze is tot de val van de laatste tsaar in 1917 van kracht gebleven. Nicolaas liet de naam van de al benoemde dichter en officier Mikhail Lermontov weer uit het register van de Orde van Sint-Vladimir schrappen omdat de autocraat een hekel aan Lermontov had.
De oekaze stelde de volgende draagwijzen vast.
- Ridders in de Orde van Sint-Andreas droegen het kruis van de Orde van Alexander Nevski om de hals en zouden de inmiddels Russisch-Poolse Orde van de Witte Adelaar in het knoopsgat dragen.
- Ridders in de Orde van Alexander Nevski droegen de Orde van de Witte Adelaar om de hals en het kruis der Eerste Klasse van de Orde van Sint-Anna in het knoopsgat.
- Ridders (grootkruisen) in de Orde van de Witte Adelaar droegen de Orde van Sint-Anna om de hals en het kruis van de Orde van Sint-Stanislaus in het knoopsgat.
- Ridders (grootkruisen) in de Orde van Orde van Sint-Anna droegen het kruis van de Orde van Sint-Stanislaus in het knoopsgat.[12]

Na het einde van de Krimoorlog in 1855 bepaalde Nicolaas I in een Decreet van 15 mei 1855 dat de IVe Klasse van de Orde van St. Vladimir de Orde van Sint-Joris zou vervangen in als beloning voor een lange militaire loopbaan van 25 jaar actieve dienst en 18 of 20 marine-campagnes.

## De orde onder Alexander II (1855 - 1881)
De voor moed op het slagveld onderscheiden militairen droegen een kruis met op het lint nog een horizontale strik. Dit gebruik werd door Alexander II van Rusland op 5 augustus 1855 gewijzigd door het afkondigen van een zwaardbepaling. De zwaarden werden ook bij de hogere graden van de orde aan ster en kruis toegezegd. Wanneer de zwaarden werden gedragen verviel bij de IVe Klasse de horizontale strik. In de jaren 1855 tot 1870 werden ook zwaarden op de bovenste kruisarm, een variant op de Pruisische "zwaarden aan de ring" gedragen. Op 15 december 1870 werd de horizontale strik ook voor de IVe Klasse "met de zwaarden" voorgeschreven. Ook de op het slagveld verworven kruisen van de Orde van Sint-Anna IIIe Klasse en Sint-Stanislaus IIIe Klasse kregen een dergelijke strik. Burgers die zich in de strijd verdienstelijk hadden gemaakt zouden in het vervolg een kruis met zwaarden maar zonder de strik ontvangen.
Het aanzien van de Orde van Sint-Vladimir, zeker in de uitvoering "met de zwaarden" was zo groot dat admiraal Novsilski die in 1879 ter herinnering aan zijn 25 jaar eerder uitgevoerde bombardement van Sebastopol tijdens de Krimoorlog de formeel hoogste Russische Orde van Sint-Andreas ontving de voorrang en voorkeur bleef geven aan zijn ster en lint van de Orde van Sint-Vladimir.

## De orde onder Alexander III (1881 - 1894)
Tsaar Alexander III verleende de orde maar bracht geen wijzigingen aan in statuten of versierselen.

## De orde onder Nicolaas II (1894 - 1917)
Nicolaas II werd in 1892 opgenomen in de Orde van Sint-Vladimir. Hij vierde dat jaar zijn 25jarig jubileum als officier en heeft het kruis van de orde daarna vaak gedragen. Tot 1901 verkregen de dragers van alle vier de graden erfelijke adeldom. Dat jaar werd deze bepaling voor de IVe Klasse door Nicolaas II opgeheven.
Een autocraat hoeft zich niet aan statuten en wetten te houden; zo kon Nicolaas II in 1914 het kruis van de Orde van Sint-Vladimir aan het lint van de Orde van Sint-George verlenen. De Tsaar koos deze "hybride" maar unieke onderscheiding voor generaal Loekomski die de Russische mobilisatie onverwacht goed had weten te organiseren. Hij legde de basis voor de geallieerde overwinning in de Eerste Wereldoorlog.
De orde werd in de Eerste Wereldoorlog duizenden malen verleend maar in 1918 door de Sovjets afgeschaft. De versierselen waren toen al niet meer van goud maar van verguld koper. De verbannen Romanov pretendenten van de tsarentroon bleven zich grootmeester van de Sint-Jorisorde noemen en verleenden de orde ook. Ook nu noemt grootvorstin Maria Vladimirovna van Rusland, titulair keizerin en autocrate van al de Ruslanden, zich de grootmeesteres van de Orde van Sint-Vladimir. In 1915 ging men, onder druk van de grote aantallen verleningen tijden de Eerste Wereldoorlog, over op het fabriceren en uitreiken van verguld zilveren kruisen. In 1917 werden voor het eerst kruisen van oorlogsmetaal, in dit geval verguld koperen kruisen, uitgereikt.

## De Orde van Sint-Vladimir en de Russische Revolutie (1917 - 1921)
De provisorische democratische regering van Aleksandr Kerenski heeft de oorlog tegen Duitsland, Turkije en Oostenrijk voortgezet en de tsaristische orden ook verder uitgereikt. In sommige gevallen werd de kroon weggelaten.
De "Witten", de conservatieve verdedigers van de oude orde vochten tussen 1917 en 1921 tegen Lenin en zijn bolsjewieken. Admiraal Aleksandr Koltsjak, zelf drager van de IIIe Klasse met de Zwaarden van de Orde van Sint-Vladimir heeft in die strijd nog keizerlijke Russische ordetekens uitgereikt.
De graden van de orde
- Eerste Klasse of grootkruis der Eerste Klasse

De grootkruisen droegen het grote kruis van de orde aan een breed zwart-rood-zwart lint over de rechterschouder op de linkerheup en de ster op de linkerborst. Zij werden in de hiërarchie waarin alle Russen waren ingedeeld gelijkgesteld aan een generaal-majoor of ambtenaar der IVe Klasse. Zij verkregen daarmee toegang tot het keizerlijke hof.
Geestelijken droegen het grootlint over beide schouders, zo dat het grootkruis op hun borst of buik kwam te hangen.
- Tweede Klasse of grootkruis der Tweede Klasse

De commandeurs droegen het grote kruis aan een lint om de hals en de ster op de linkerborst. Zij werden in de hiërarchie waarin alle Russen waren ingedeeld gelijkgesteld aan een generaal-majoor of ambtenaar der IVe Klasse. Zij verkregen daarmee toegang tot het keizerlijke hof.
- Derde Klasse of commandeur

Deze commandeurs droegen alleen het grote kruis aan een lint om de hals. Zij werden in de hiërarchie waarin alle Russen waren ingedeeld gelijkgesteld aan een kolonel of ambtenaar der VIe Klasse. Zij verkregen daarmee toegang tot het keizerlijke hof.
- Vierde Klasse of ridder. Zij werden, tenzij zij tot de staat der kooplieden behoorden, in de hiërarchie waarin alle Russen waren ingedeeld gelijkgesteld aan een Kolonel of ambtenaar der VIe Klasse. Zij verkregen daarmee toegang tot het keizerlijke hof. Kooplieden werden Russisch ereburger (почетное гражданство), een geprivilegieerde positie in de Russische maatschappij.[16] De Ridders droegen het kruis aan een vijfhoekig opgemaakt lint op de linkerborst.

Dames werden in de Russische orden niet opgenomen.

## De versierselen van de orde
Het kleinood is een donkerrood geëmailleerd 18 karaats gouden kruis pattée met daarop een goud- en roodgerand zwart medaillon met een door de keizerskroon gedekte rode wapentent met daarin het zwarte cyrillische initiaal "B" van de heilige Vladimir. De orde mocht beslist niet met briljanten maar sinds 1851 wel met zwaarden worden verleend. Voor jubilea werden de twee horizontale armen van het kruis met de opdracht "20, 25, 30 of 35 ЛЕТЪ" voorzien. Een dergelijke onderscheiding gaf tot 1900 recht op erfelijke adeldom.
Voor militairen waren er ook kruizen met de tekst "20 ЛЕТЪ" of "25 ЛЕТЪ" voor 20 of 25 campagnes.
In de 19e eeuw werd het kruis ook wel van zwart glas gemaakt. Officieren meenden dat een glazen kruis beter uitkwam op hun uniform. Tegen deze overtreding van de statuten werd niet opgetreden.
Op de keerzijde staat "22. сентября 1782" (22 september 1782). De stichtingsdatum.
De ster was een zilveren achtpuntige ster met daarop een medaillon. De vormgeving was opmerkelijk; anders dan bij de andere sterren werden in de eerste uitvoeringen een zilveren ruitvormige ster als het ware op een gouden ruitvormige ster gelegd. Bij latere sterren waren de diagonale zilveren stralen korter en daaronderuit staken vergulde stralen. Ook gedeeltelijk vergulde stralen komen voor. In het medaillon waren een gouden kruis met daaromheen de cyrillische initialen van de Heilige Vladimir "C B K B" afgebeeld. Deze letters staan voor "De Heilige Apostelgelijke Vorst Vladimir". Op de rode in goud gevatte ring staat in het cyrillisch met gouden letters het
motto "ПОЛЬЗА, ЧЕСТЬ И СЛАВА", (in Latijnse letters "Polsa, Tschest i Slawa", in het Nederlands: "rechtschapenheid, eer en glorie") geschreven. In 1994 kregen de nieuwingestelde Orde van Verdienste voor het Vaderland en de Medaille voor het dienen van het Moederland van de Russische Federatie dit motto.
Niet-christenen kregen een kleinood met een afbeelding van de keizerlijke adelaar in plaats van een kruis. Hun ster had de keerzijde van de medaillon van het kruis met de stichtingsdatum als medaillon. Ook sterren met een gouden medaillon en daarop een zwarte Russische adelaar worden in de literatuur genoemd.
De kruisen van de Russische orden werden tot 1915 zeer kostbaar en verfijnd uitgevoerd door de hofjuweliers in Sint-Petersburg. Ze waren van massief goud. Omdat het opdrachten voor het hof betreft waren de kruisen vaak niet gekeurd. In 1915 ging men, onder druk van de grote aantallen verleningen tijden de Eerste Wereldoorlog, over op verguld zilveren kruisen. In 1917 werden voor het eerst kruisen van oorlogsmetaal, in dit geval verguld koperen kruisen, uitgereikt.
Het lint is zwart-rood-zwart. De oudste linten zijn van gewaterde zijde zodat een moiré-effect zichtbaar is. Het grootlint was een hand breed wat overeenkomt met tien centimeter. De Iie en IIIe klassen droegen hun kruis aan een lint van respectievelijk 55 millimeter en 45 millimeter om de hals. Het 22 millimeter brede lint van de IVe Klasse werd tot een vijfhoek gevouwen en op een metalen plaatje vastgenaaid.
De afmetingen van de sterren en kruisen waren niet dwingend voorgeschreven. Voor het grootkruis was 51 bij 51 millimeter gangbaar. Het kruis van een commandeur was vaak 47 bij 47 millimeter en het ridderkruis mat meestal 37 bij 37 millimeter. De 18e-eeuwse kruisen en sterren zijn vaak opvallend groot.
De sterren werden in de 18e en vroege 19e eeuw geborduurd van zilver- en gouddraad, rode zijde en pailletten. Dergelijke sterren sleten tijdens het dragen snel en ze werden ook gemakkelijk vuil. In het tweede kwart van de 19e eeuwen deden sterren met een metalen medaillon hun intrede. Ook deze sterren werden nog op het uniform of de geklede jas vastgemaakt met behulp van oogjes aan het einde van de stalen van de ster. Deze oogjes ziet men ook bij de eerste metalen sterren terug. Daar hebben ze geen functie meer omdat de ster met haakjes en gespen op de achterzijde wordt bevestigd. Deze sterren van zilver met een gouden en geëmailleerd gouden medaillon.
Tussen 1855 en 1870 werden door de Grootkruisen der Ie en IIe Klasse bij uitzondering metalen sterren met gekruiste gouden zwaarden boven het medaillon gedragen, in de periode 1870 - 1918 werden de zwaarden meestal op de diagonale stralen van de ster gelegd. Soms ging het om smalle gouden zwaarden die een hoek van 30° maakten, vaker om stevige gouden zwaarden in een hoek van 90°.
Het was in tsaristisch Rusland niet gebruikelijk om batons te dragen. Op rokkostuums zag men miniaturen van de orde aan kleine linten of een fijne ketting. Voor burgers was in Rusland geen knoopsgatversiering voorgeschreven al is bekend dat men op eigen initiatief rozetten en strikken van het lint heeft gedragen.
Batons en andere vereenvoudigde uitvoeringen van de versierselen van ridderorden zijn in Rusland nooit gebruikelijk geweest. Men droeg vaak het van de Tsaar gekregen modelversiersel zodat de dragers er na enige tijd niet omheen konden om meerdere kruisen aan te schaffen. Het email op de armen van het kruis is een vorm van glas en het raakt snel bekrast of beschadigd.
Rusland was een autocratie, een standenstaat en een dictatuur met een strenge censuur. Dat betekende dat de tsaar zelf bepaalde wie onderscheiden zou worden en dat verdienstelijke Russen zoals in 1815 de dichter Lermontov niet werden onderscheiden. In het geval van Lermontov werd de benoeming door tsaar Alexander zelf doorgehaald.
De Russische Federatie nam het motto "Polsa, Tschest i Slawa" over op haar "Orde van Verdienste voor het Vaderland". Zo werd door Boris Jeltsin aangeknoopt bij de eeuwenoude traditie van de Russische ridderorden.

## Portretten van ridders in de Orde van Sint-Vladimir

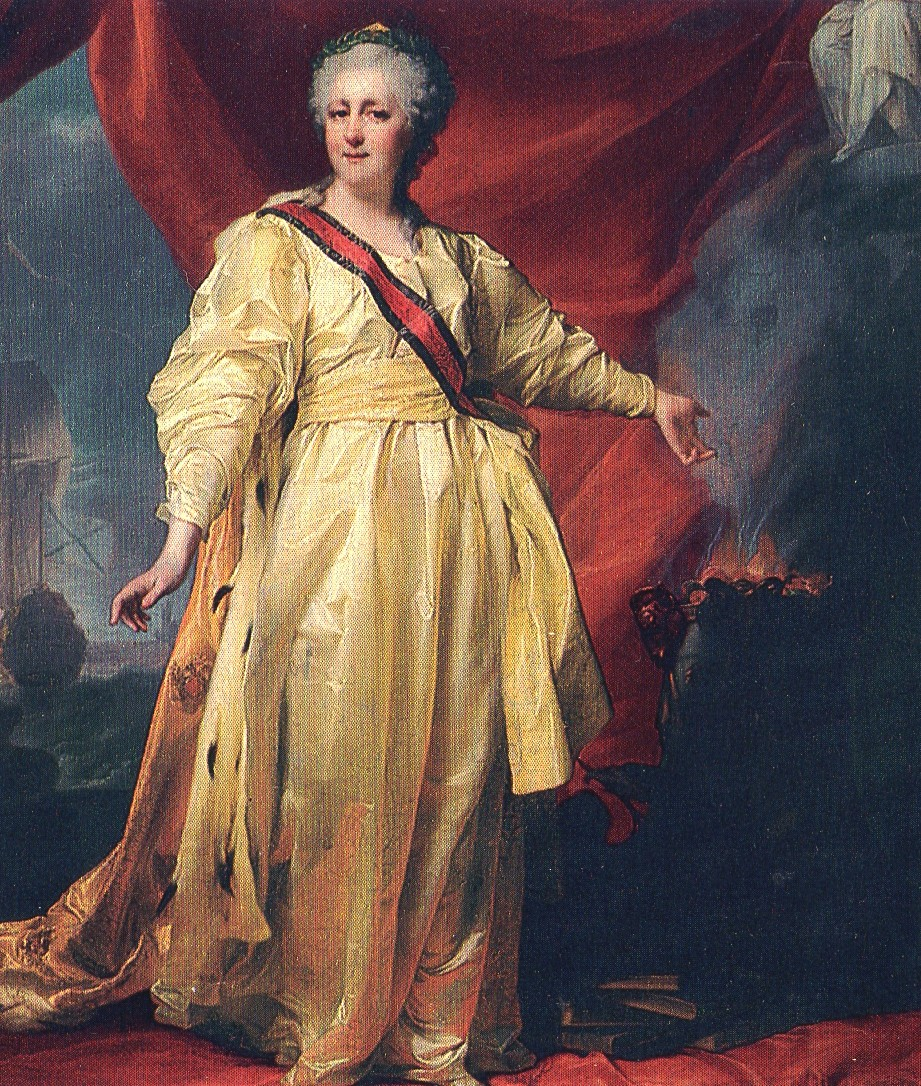
De stichtster met het lint van de orde.
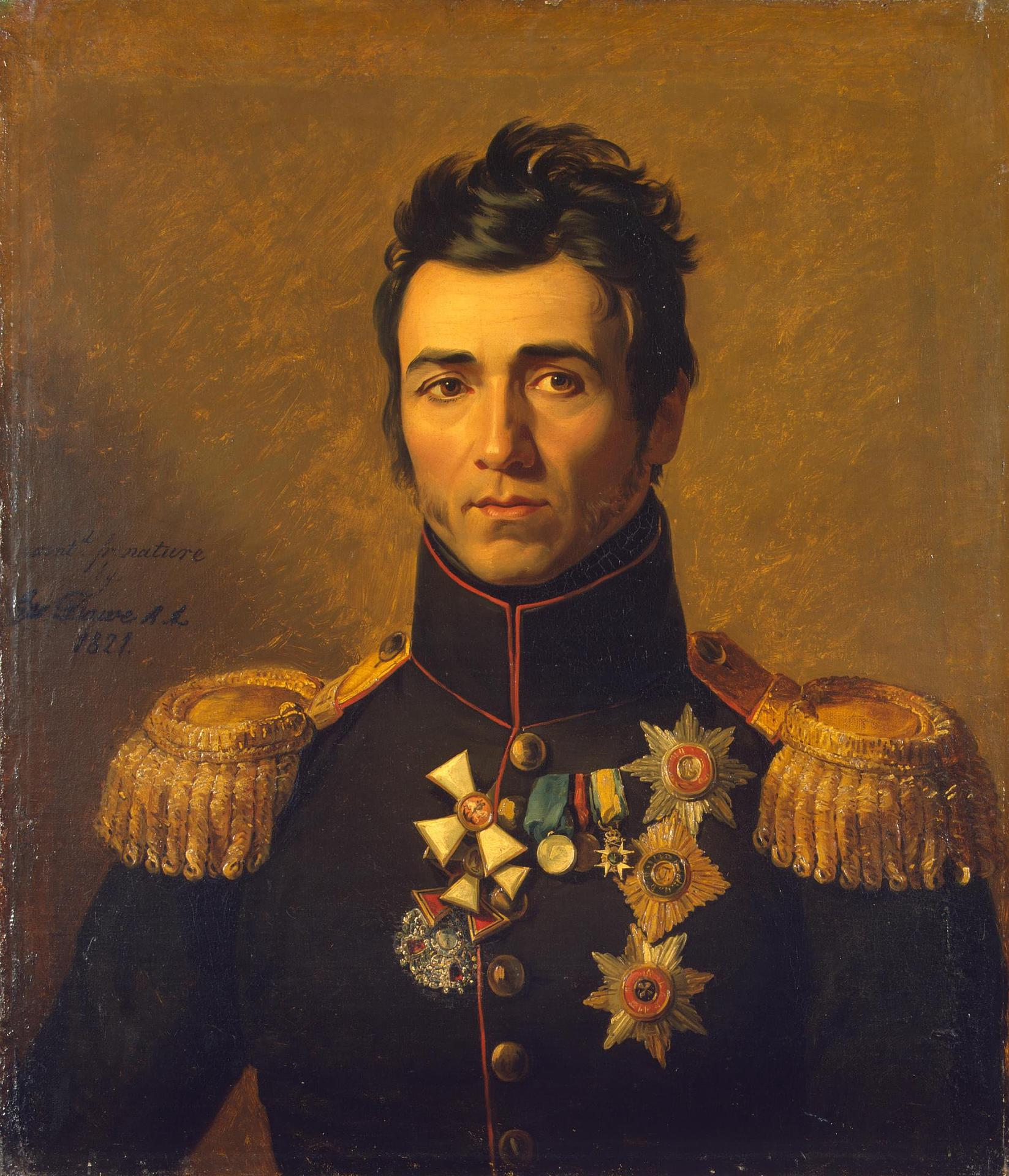
Petr Michailovitsj Kaptzevitsj draagt drie Russische orden waaronder ster en kruis van de Orde van Sint-Vladimir IIe Klasse.
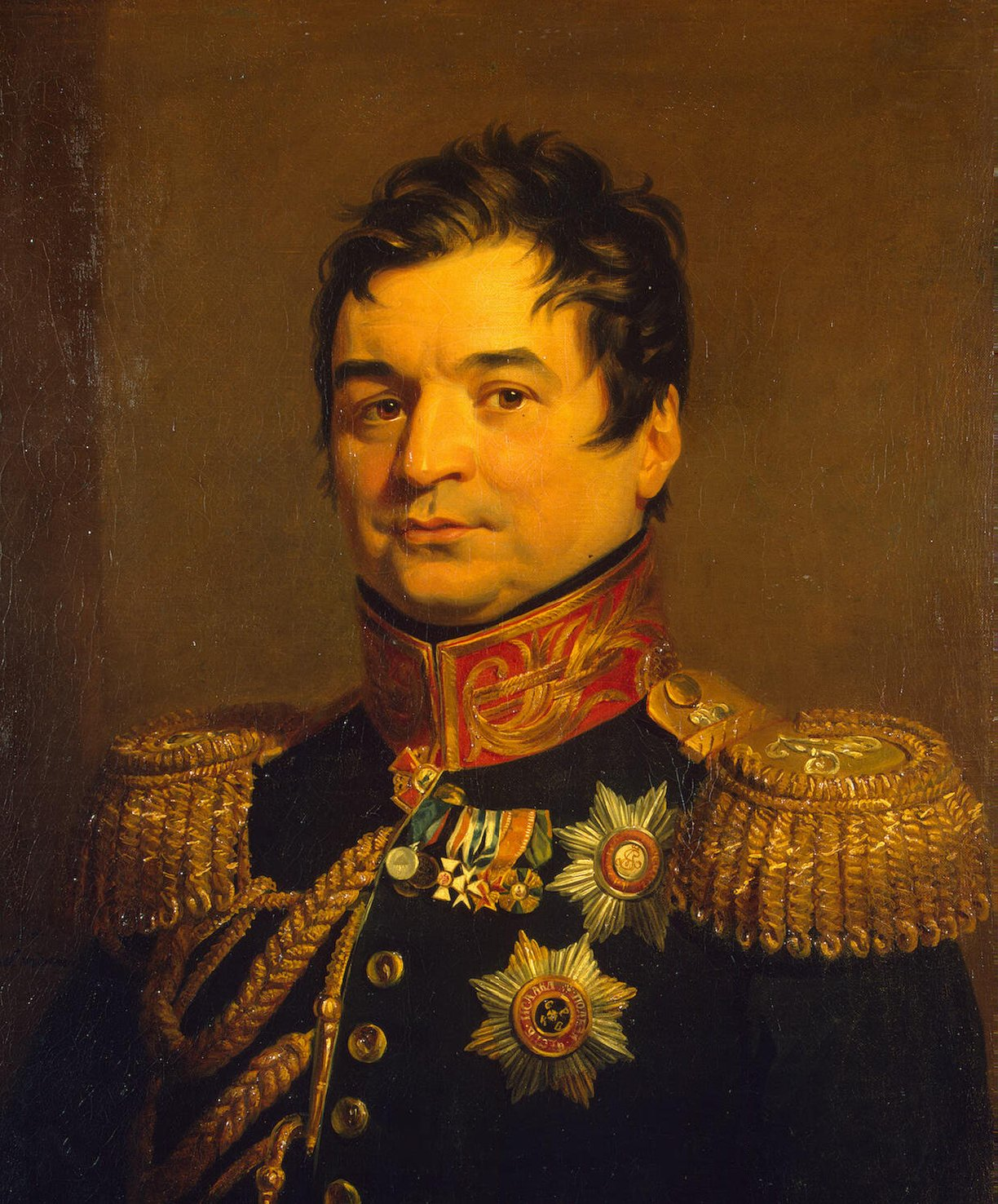
Alexander Balasjov met de ster
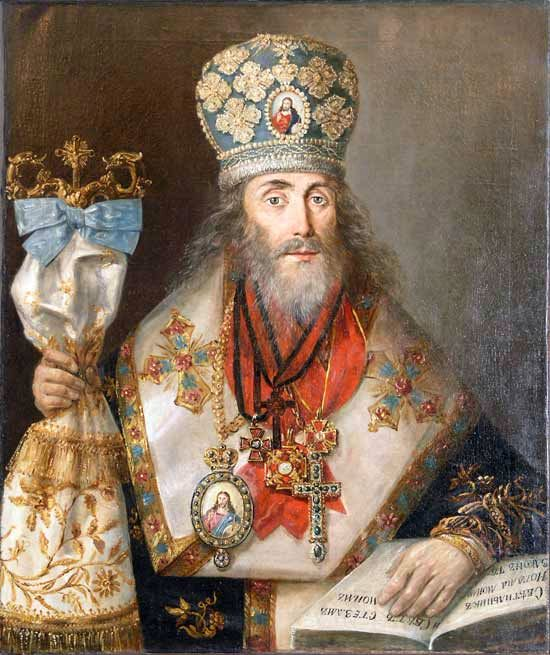
Aartsbisschop Jevgeni Kazantsjov van Jaroslavl en Rostov (1778-1871) met het Priesterkruis ter Herinnering aan de Oorlog van 1812 en het kruis van de Orde van Sint-Vladimir aan een lint om de hals.
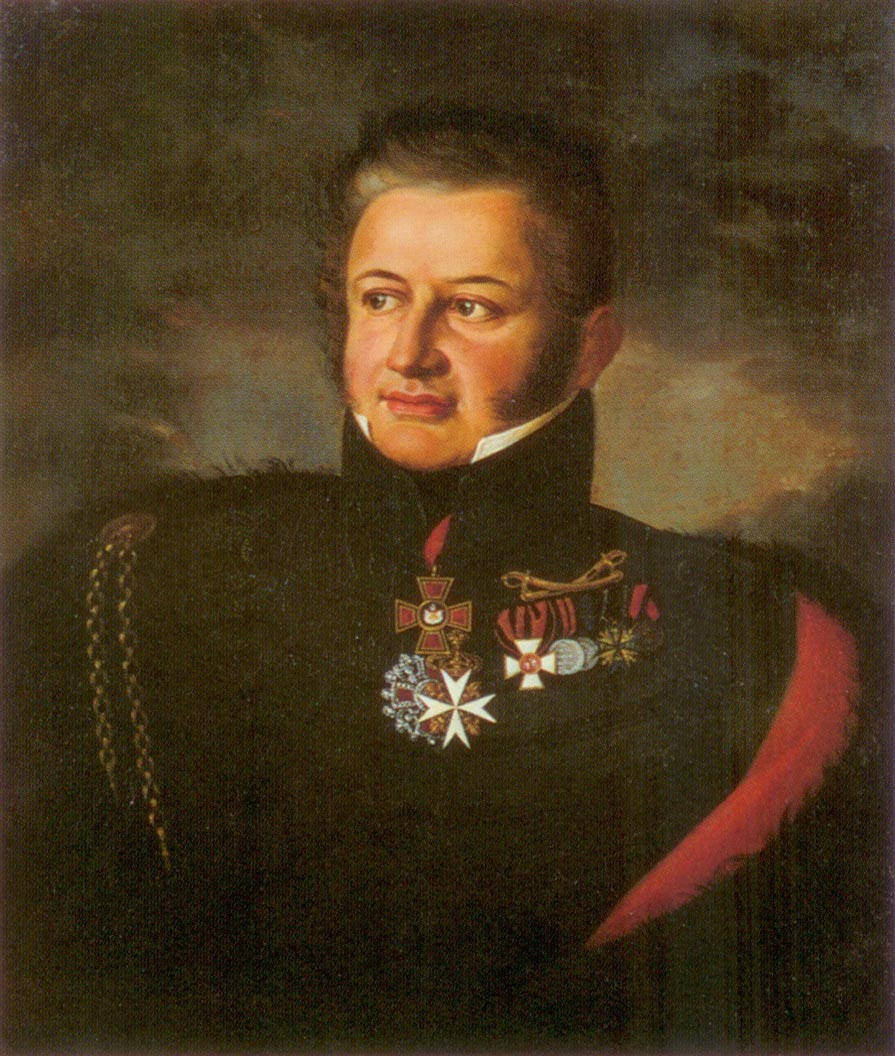
Aleksander Davidov was grootkruis IIe Klasse
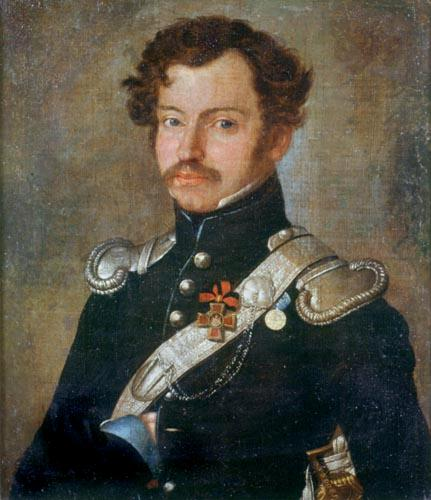
Zacharjin draagt het kruis IVe Klasse met de voor militairen voorgeschreven horizontale strik op het lint.
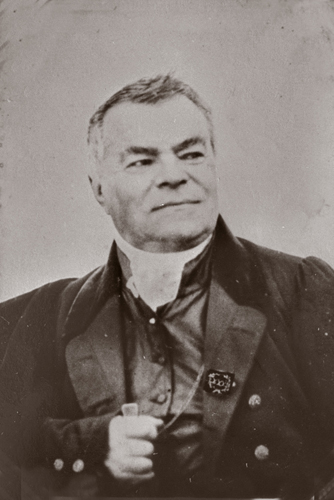
De architect Konstantin Ton droeg in 1870 een rozet van het lint van zijn orde op de revers.
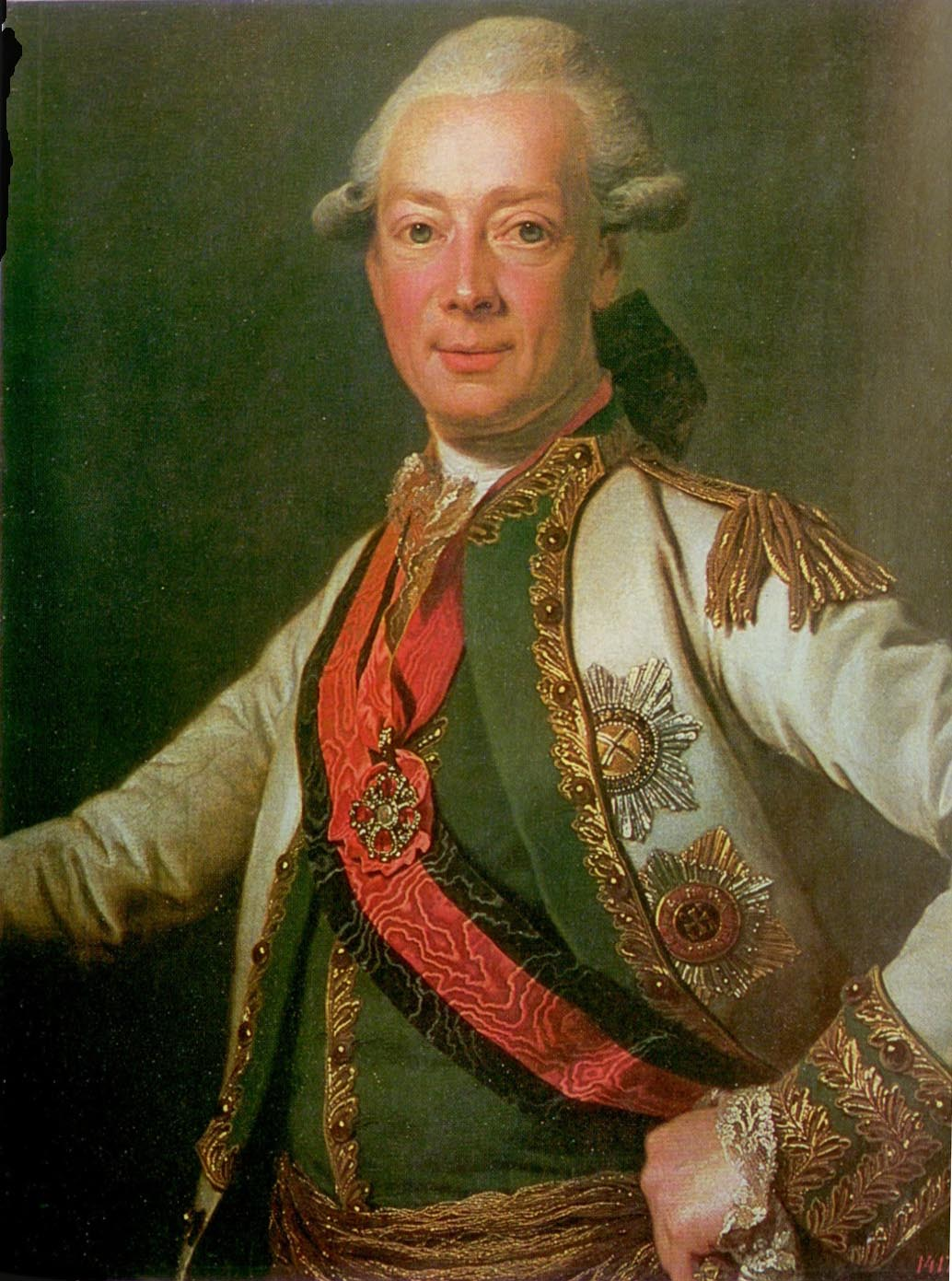
Tsjernisjov Ivan Grigorjevitsj met geborduurde ster en grootlint
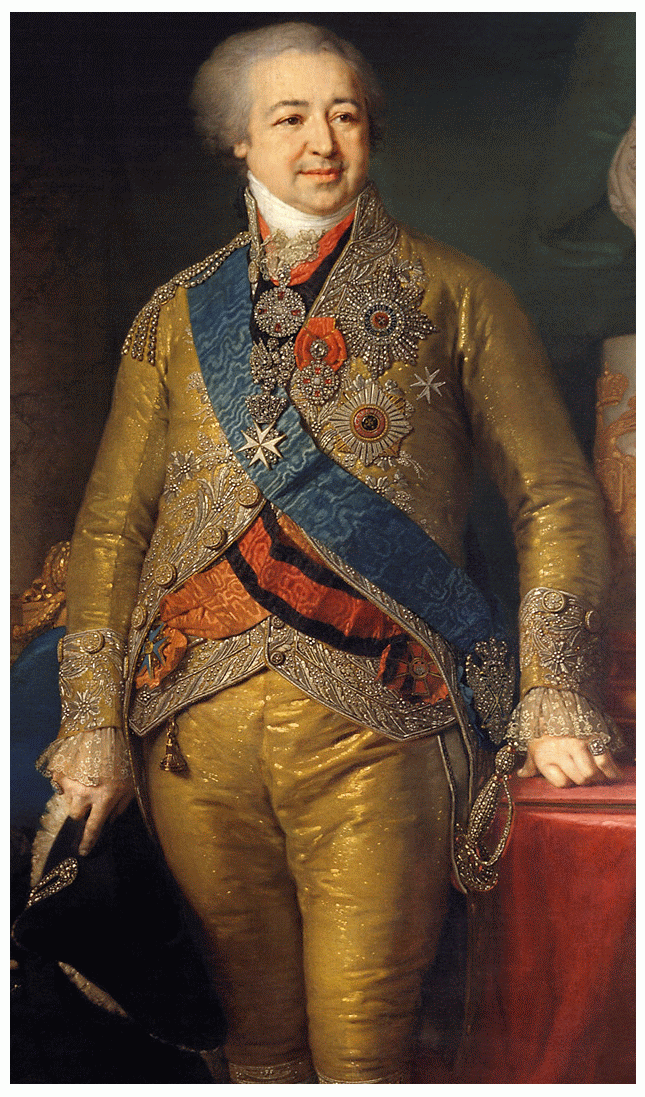
Prins Aleksandr Koerakin droeg het lint van de Orde van Sint-Vladimir onder zijn vest en dat van de Orde van Sint-Andreas over zijn jas. Van al zijn Russische onderscheidingen zijn alleen ster en kruis van de Orde van Sint-Vladimir niet met diamanten versierd.

## Versierselen van de Orde van Sint-Vladimir

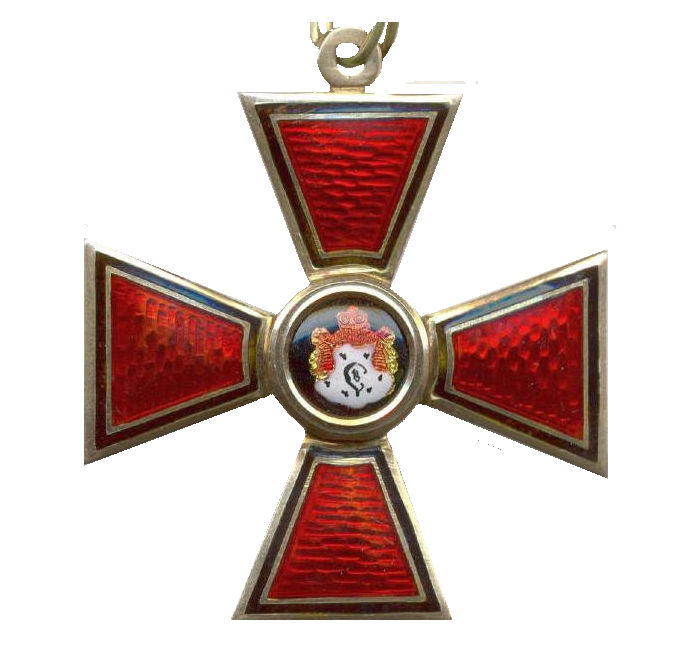
Grootkruis
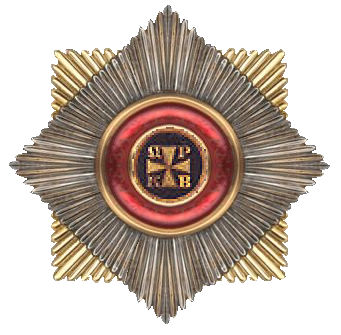
Ster uit rond 1800
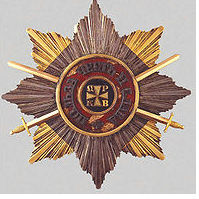
Vroege ster met zwaarden
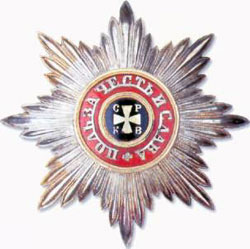
Ster
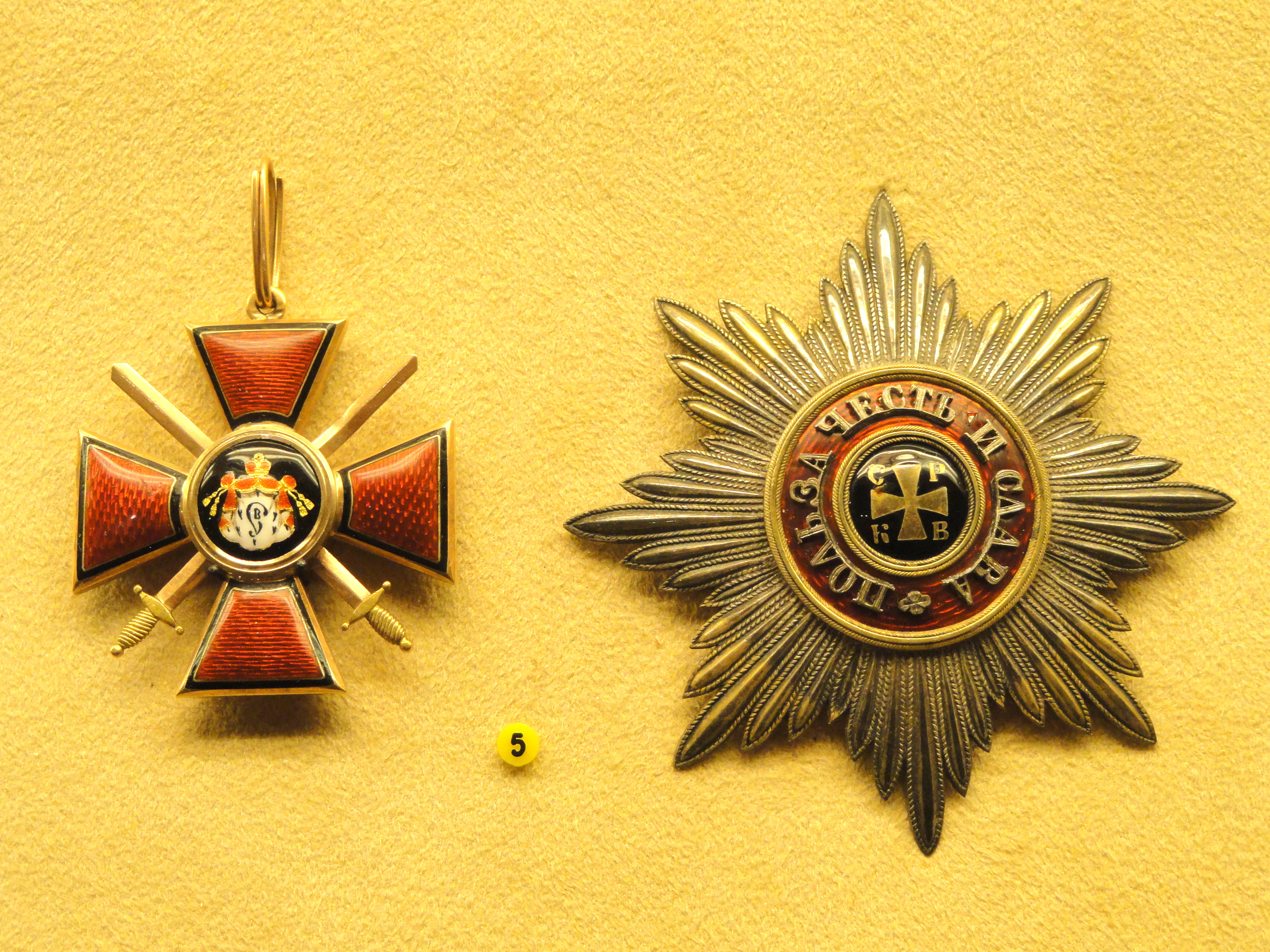
Versierselen uit 1885
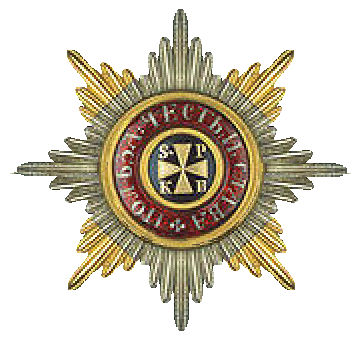
Ster
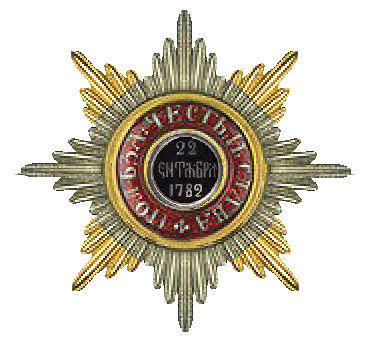
de ster in de uitvoering voor niet-christenen
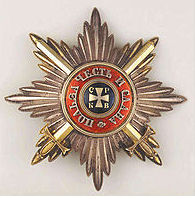
ster met zwaarden
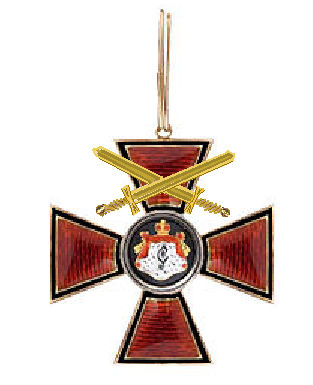
Kruis "met de zwaarden op het kruis" uit de periode 1855 - 1870
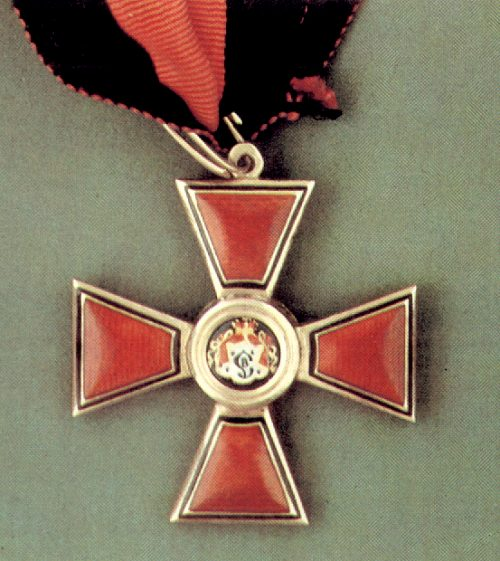
Derde Klasse
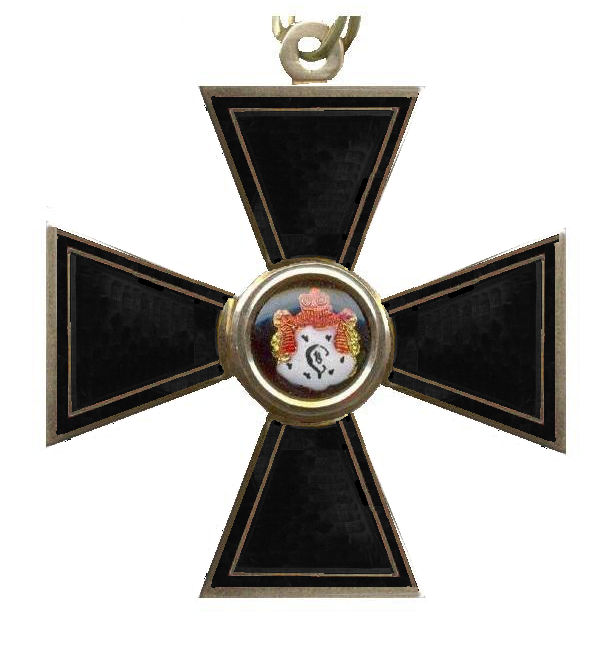
Kruis van de Orde van Sint-Vladimir met zwarte emaille
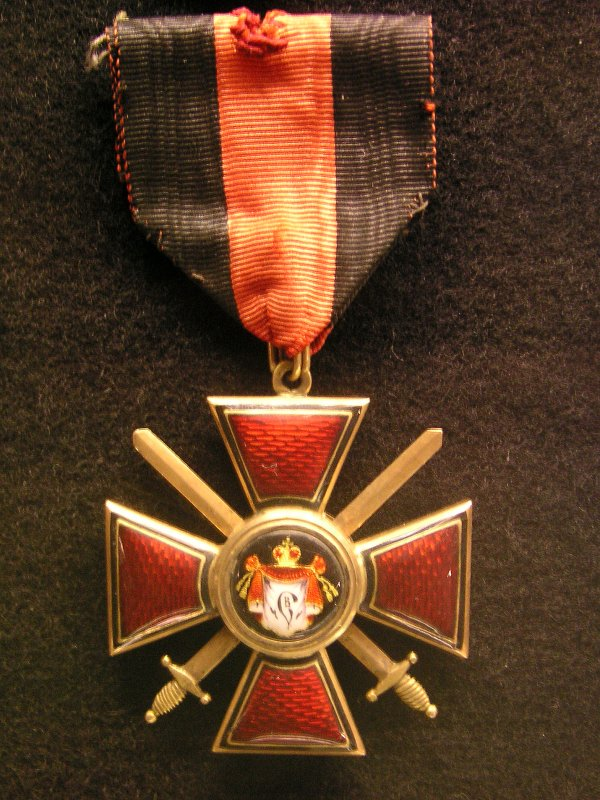
Vierde Klasse met zwaarden, aan een niet correct Europees lint zonder strik.
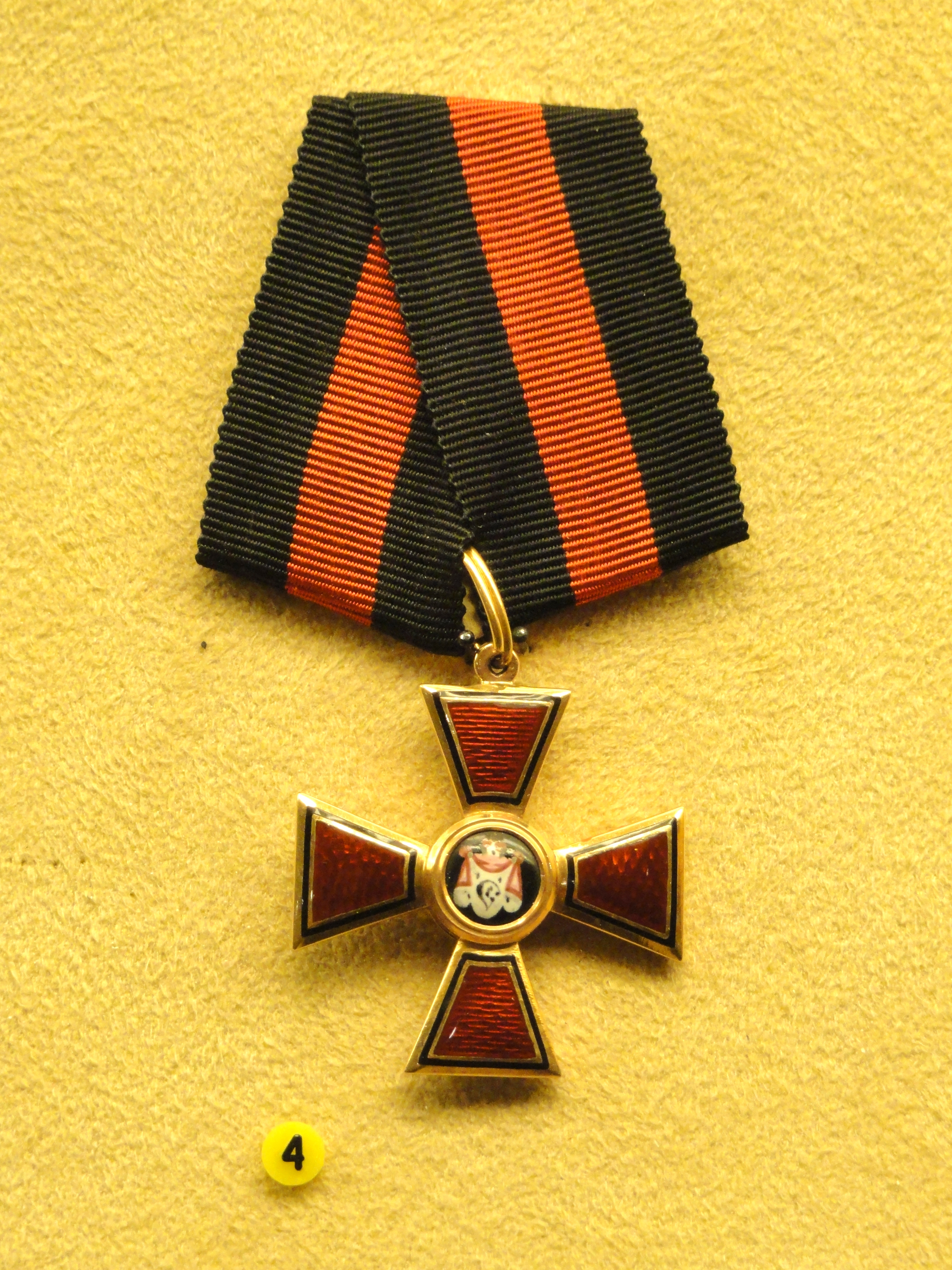
Kruis van de IVe Klasse aan het correcte vijfhoekige lint.
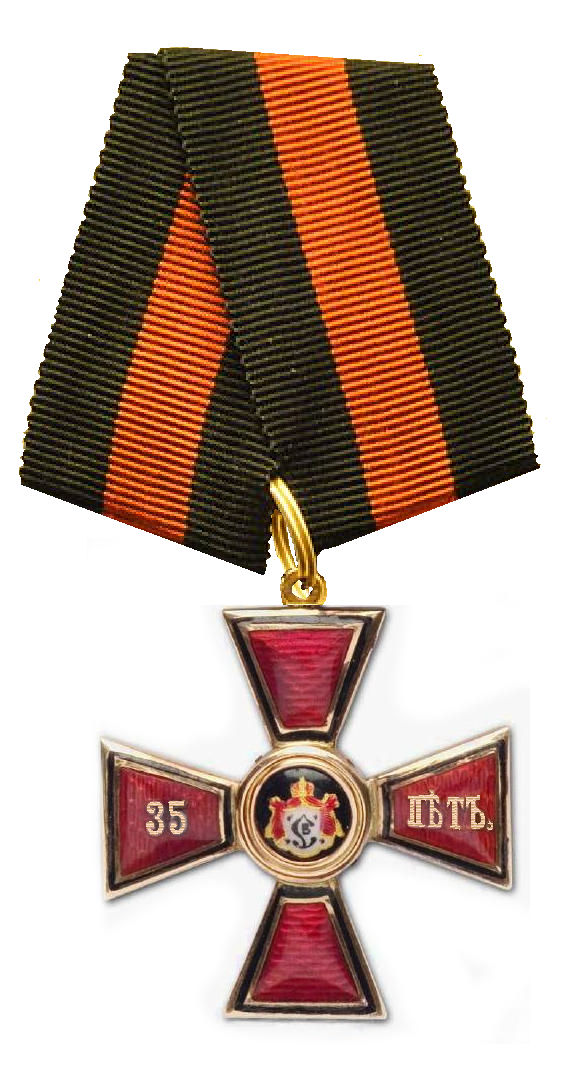
Kruis voor 35 jaar dienst
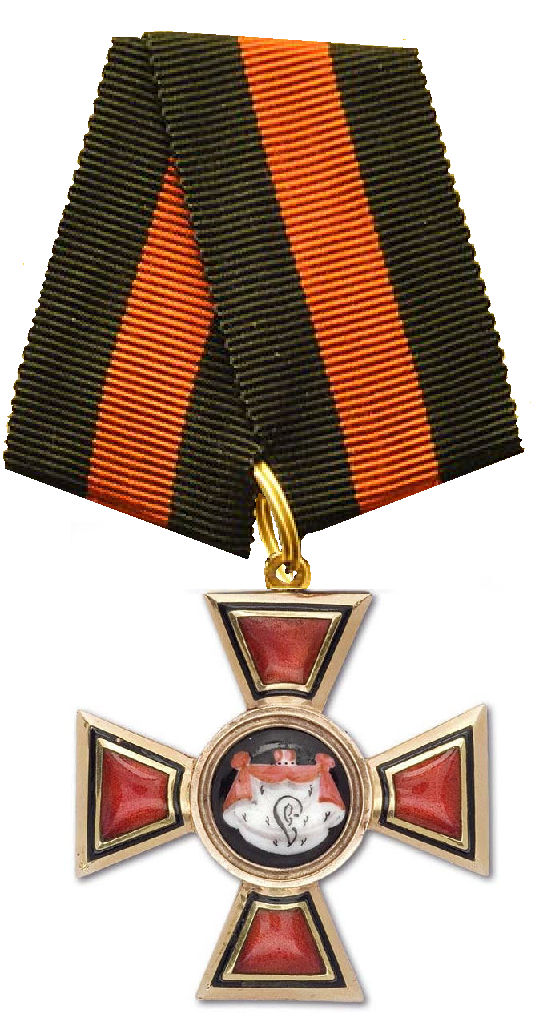
Civiel kruis
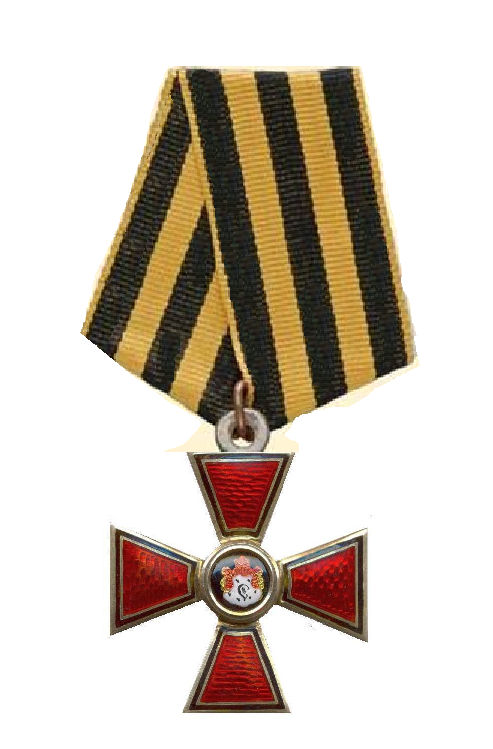
Het kruis van Sint-Vladimir aan het lint van de orde van Sint-George zoals dat in 1914 aan Generaal A.S. Loukomski werd uitgereikt.
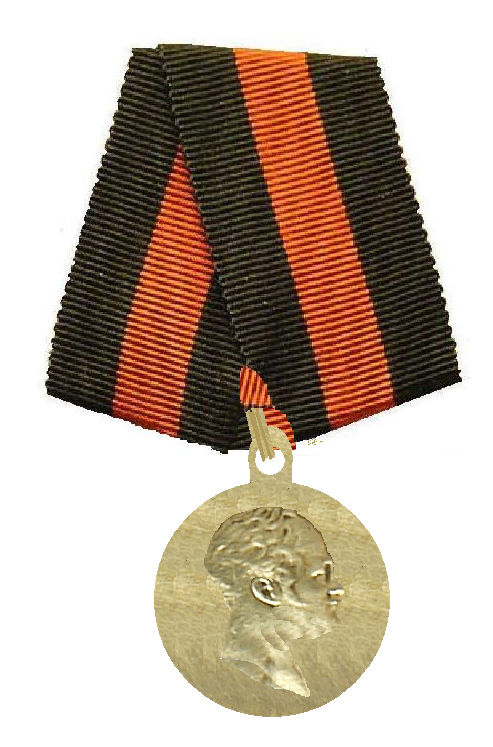
De Herinneringsmedaille voor de Honderdste Verjaardag van 1812
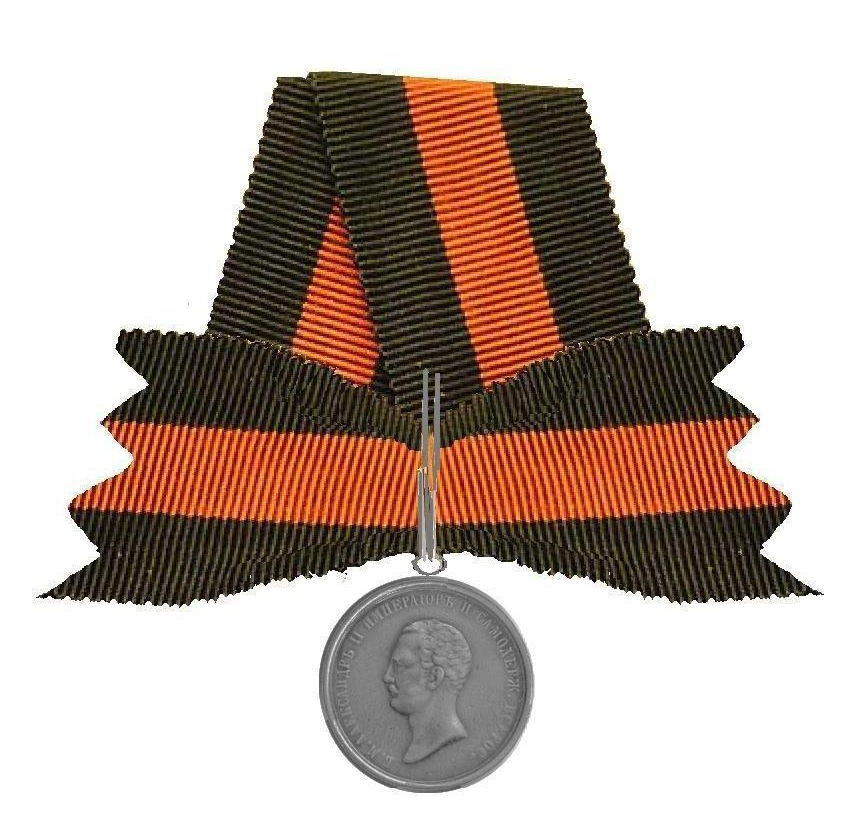
De Kleine Zilveren Reddingsmedaille met strik aan het lint van de Orde van Sint-Vladimir

## De aan het lint van de Orde van Sint-Vladimir gedragen onderscheidingen
Een aantal Russische onderscheidingen werd aan het lint van een van de ridderorden gedragen. Dat gebeurde ook aan het lint van de Orde van Sint-Vladimir. Het gebruik van het lint van de Orde van Sint-Andreas, Orde van Sint-Joris of Orde van Sint-Vladimir gaf de onderscheiding, afhankelijk van het gekozen lint, meer prestige. Daarbij was het lint van de Orde van Sint-Vladimir meer in aanzien dan dat van de Orde van Sint-Stanislaus of de Orde van Sint-Anna. Sommige onderscheidingen waren gereserveerd voor de Russisch-Orthodoxe Kerk, een nauw met het autocratische tsarenbewind verbonden staatskerk. Anderen hadden een burgerlijk of commemoratief karakter.
- Het Kruis voor de aalmoezenier tijdens de Vaderlandse Oorlog van 1812 werd aan het lint van de Orde van Sint-Vladimir gedragen.
- Het Kruis voor de Aalmoezenier tijdens de Krimoorlog 1853-1856 werd aan het lint van de Orde van Sint-Vladimir gedragen.
- Het Herdenkingskruis voor de Driehonderdste verjaardag van de Romanov-dynastie, ingesteld op 24 januari 1913, voor de clerus en orthodoxe geestelijken. Het kruisvormige versiersel werd tijdens de kerkelijke plechtigheid op 21 februari 1913 aan het lint van de Orde van Sint-Vladimir gedragen.[19]

- De Medaille ter Herinnering aan de Vrede met de Zweden in 1790 werd aan het lint van de Orde van Sint-Vladimir gedragen.
- De Medaille voor het in Nood Opgeroepen Burger-vrijwilligerscorps van 1807 werd aan het lint van de Orde van Sint-Vladimir gedragen.
- De Bronzen Medaille ter Herinnering aan de Oorlog van 1812 werd volgens een Oekaze van 30 augustus 1814 aan het lint van de Orde van Sint-Vladimir uitgereikt aan adellijke burgers en aan kooplieden die zich verdienstelijk hadden gemaakt in het verzet tegen de Franse invasie.
- Dezelfde Bronzen Medaille ter Herinnering aan de Oorlog van 1812 werd volgens een Oekaze van 8 februari 1816 aan het lint van de Orde van Sint-Vladimir uitgereikt aan adellijke dames die de oudste van hun familie waren.[20][21]
- De Medaille voor de Oorlog in het Oosten ( De Krimoorlog) werd door ambtenaren, kozakken en militairen in de achterhoede aan het lint van de Orde van Sint-Vladimir gedragen.
- de in 1863 ingestelde Reddingsmedaille werd aan het lint van de Orde van Sint-Vladimir gedragen.
- de in 1894 ingestelde Medaille voor Vlijt was een hoge onderscheiding en werd aan het lint van de Orde van Sint-Vladimir om de hals gedragen.
- de in 1912 ingestelde Herinneringsmedaille voor de Honderdste Verjaardag van 1812 werd aan het lint van de Orde van Sint-Vladimir gedragen.

## De "Orde van Sint-Vladimir" van de Russisch-Orthodoxe Kerk in Rusland
De laatste Ridder van de Tsarenorde moet rond 1960 zijn gestorven maar de Russisch-Orthodoxe Kerk stelde al in 1957 een eigen Orde van Sint-Vladimir in. Deze orde wordt aan priesters en nonnen verleend en wijkt in uitvoering sterk van de oude Tsaristische ridderorde af.
De Russisch-Orthodoxe Kerk is ook tijdens de communistische dictatuur blijven bestaan. Rond 1960 beleefde Rusland een periode van "dooi" onder Chroestsjov.
Het kleinood heeft de vorm van een kruis met taps toelopende rood geëmailleerde armen. Het emaille is op een geciseleerde ondergrond aangebracht waardoor het onderliggende patroon zichtbaar is. In het midden is een gouden medaillon gelegd met een afbeelding van de gekroonde Vorst Vladimir. Deze houdt in zijn handen een Latijns kruis vast.
Op de rode in goud gevatte rand van het medaillon staat in gouden letters het motto van de orde.
De versierselen van de Eerste en Tweede Klasse van de orde zijn grote gouden en zilveren sterren die op de linkerborst worden gedragen.
De versierselen worden opgespeld en niet aan een lint gedragen, deze orde heeft dan ook geen eigen lint.